# Сопа (приток Сумки)
Сопа — пересыхающая река в Зеленодольском районе Татарстана. Правый приток Сумки.
Длина реки 10,3 км. Исток в 1 км к северу от деревни Соловьёвка. Течёт на юг через деревню и далее мимо села Малые Ключи по оврагу Сопа. В нижней части течёт по краю лесного массива и по территории Волжско-Камского заповедника (Раифский участок). Впадает в Сумку у нижнего края села Бело-Безводное.
Русло извилистое, имеются пруды у населённых пунктов в верховьях реки. Постоянное течение сохраняется в верхней трети, где имеется подземное питание. Половодье проходит за короткое время и весьма бурно.
В среднем течении реку пересекает подъездная дорога к деревне Маевка.